# Asclepias connivens
Asclepias connivens là một loài thực vật có hoa trong họ La bố ma. Loài này được Baldwin ex Elliot mô tả khoa học đầu tiên năm 1817.